# High Alpha Research Vehicle
L'High Alpha Research Vehicle, era un velivolo basato sull'F/A-18 Hornet che venne impiegato dalla NASA nel corso del programma HARV, il cui fine era quello di sperimentare nuove tecnologie, quali ugelli direzionali, ed estensioni del profilo alare, di modo che fosse possibile pilotare in sicurezza anche un velivolo spinto ad operare ad elevati angoli d'attacco.
Il programma, che incominciò nell'aprile del 1987, terminò nel settembre 1996.
La NASA annunciò che, in una delle fasi del programma, i collaudatori del Dryden Flight Research Center Bill Dana ed Ed Schneider riuscirono a mantenere il velivolo in volo livellato anche ad angoli d'attacco prossimi ai 70 gradi (contro i 55 gradi raggiunti in precedenza) e si dimostrò come anche i tonneaux fossero praticabili in tutta sicurezza con angoli d'ampiezza pari a 65 gradi. Questi ultimi, senza le dovute modifiche, sarebbero risultati impossibili da effettuare già ad angoli prossimi ai 35 gradi.

## L'H.A.R.V. nei media
- L'H.A.R.V. è presente tra i velivoli utilizzabili nel videogioco Tom Clancy's H.A.W.X..